# Vlada Vichyjske Francije
Vlada Vichyjske Francije je bila vlada v Franciji, ki je delovala med drugo svetovno vojno, ko so državo okupirali nacisti. Vlada je imela svoj sedež v Vichyju, čeprav je bila sestavljena v Parizu, vlado pa je vodil francoski maršal Philippe Pétain. Pétain je vlado vodil štiri leta, preden je leta 1944 s svojimi ministri zaradi zavezniške invazije na Francijo, pobegnil v izgnanstvo v Nemčijo, kjer je vichyjska vlada delovala kot vlada v izgnanstvu vse do aprila 1945, ko so Sigmaren zavzele čete francoske zavezniške vojske. Pétaina so nato vrnili nazaj v Francijo, ki je bila pod vodstvom začasne francoske vlade, kjer so mu nato sodili zaradi veleizdaje.      

## Zgodovina
Po padcu Francije 25. junija 1940 zaradi nemške invazije, je bila Francija razdeljena na okupirano in nezasedeno območje. V skladu s pravili, ki so določala ustanovitev nove države na nezasedenem območju, je Philippe Pétain 8. julija prekinil diplomatske odnose z Združenim kraljestvom. Naslednji dan je narodna skupščina glasovala o spremembi ustave. 10. julija 1940 je nato francoski državni zbor Pétainu podelil diktatorska pooblastila. Tega dne je bila zaprisežena prva Vichyjska vlada pod vodstvom predsednika Pétaina in ustanovljena je bila Vichyjska Francija. Tega dne je Vichyjski režim uradno začel delovati.
Pétain je vzpostavil avtoritarno vlado, s centralnim načrtovanjem kot ključno značilnostjo in strogim vladnim nadzorom. 12. julija 1940 je za podpredsednika Vichyjske vlade imenoval Pierra Lavala, medtem, ko je Pétain ostal hkrati vodja vlade in vodja države. Ustavni zakon št. 4 je imenoval Lavala za naslednika, če bi se Pétainu kaj zgodilo. Potem, ko so bile med leti 1940 in 1944 sestavljene vlade pod vodstvom Pierra Flandina, Françoisa Darlaida in Pierra Lavala, je sestavo vlad nadzoroval in vodil sam Pétain. 
Vlada Vichyjske Francije je uvedla kolaboracionistični avtoritarni vladajoči režim. Višijska vlada je uvedla strog nadzor nad gospodarstvom in mediji. Mediji so bili strogo nadzorovani z strani vlade in so spodbujala antisemitizem, od junija 1941 dalje pa še antiboljševizem. Kljub močnemu pritisku se Vichyjska vlada ni nikoli pridružila silam osi in je celo ostala formalno v vojni z Nemčijo. Čeprav je bil Pariz navidezno sedež Vichyjske vlade, je imela Vichyjska vlada svoj sedež v zdraviliškem mestu Vichy.
24. oktobra 1940 se je predsednik Vichyjske vlade Pétain srečal z Adolfom Hitlerjem v Montoireu, kjer sta se dogovorila o sodelovanju med državama. Posledično je Vichyjska vlada organizirala deportacijo francoskih Judov, veliko delavcev pa je bilo tudi odpeljanih na prisilno delo v taborišča v Nemčiji. Po nemški okupaciji Vichyjske Francije 11. novembra 1942, z strani Nacistične Nemčije in Fašitične Italije, je Vichyjska vlada še naprej izvajala svoj obstoj, kot lutkovna vlada v okupirani Franciji. Vendar je bila takrat njena vloga močno okrnjena.    
Pétain je kmalu potem, ko je postal predsednik prve Vichyjske vlade, za francoski poraz hitro začel kriviti Tretjo francosko republiko in njeno endemično korupcijo. Zaradi tega je po njegovem naročilu uprava Vichyjske vlada aretirala in zaprla člane vlade tretje republike, njenega predsednika Paula Reynauda, obrambnega ministra Édouarda Daladierja in veleposlanika Andréa François-Ponceta ter pozneje še župana Lyona Édouarda Herriota in zadnjega predsednika tretje francoske republike Alberta Lebruna. Vse politike je Vichyjska vlada pozneje izročila Nemčiji, preden so jih zaprli v grad na Tirolskem. 
Po invaziji zaveznikov na Francijo poleti 1944 so Nemci 20. avgusta, na dan razpada Vichyjske Francije, voditelja vlade Pétaina in takratnega njenega predsednika Lavala, skupaj z njunimi ministri, odpeljali v Nemčijo. 8. septembra so bili nameščeni v Sigmaringenu, kjer je vichyjska vlada delovala v izgnanstvu. Aprila 1945, ko so Sigmaringen zavzele francoske sile in je bila Vichyjska vlada razpuščena, se je s tem dokončno končal Vichyjski režim. Pétaina so nato do 26. aprila vrnili nazaj v osvobojeno Francijo. Laval je pobegnil v Španijo, medtem, ko so vichyjske ministre Brinona, Luchairea in Darnanda ujeli ter jih obsodili na smrtno kazen. Drugi ministri razpuščene vichyjske vlade so pobegnili v Italijo in Španijo. Potem, ko se je Laval vrnil nazaj v Francijo, so ga oktobra 1945 obsodili na smrtno kazen.
Zadnje izgnane ministre Vichyjske vlade so ujeli konec aprila v Sigmaringenu, le štirim višjim uradnikom pa so sodili za zločine proti človeštvu. Vsi štirje, so bili obsojen na smrtno kazen in bili usmrčeni na strelskem vodu. Nova začasna francoska vlada, ki jo je vodil predsednik in general Charles de Gaulle, je Pétainu prav tako sodila, zaradi veleizdaje. Avgusta 1945 je bil Pétain spoznan za krivega in sodišče ga je obsodilo na smrtno kazen, vendar je predsednik vlade De Gaulle obsodbo, zaradi Pétainovega dobrega služenja v prvi svetovni vojni in visoke starosti, spremenil v dosmrtno ječo. S tem je Pétain postal edini član Vichyjske vlade, ki ga niso usmrtili, ampak je svojo kazen prestal v zaporu. Umrl je leta 1951 med prestajanjem svoje dosmrtne zaporne kazni.